# ウンナンタイム
ウンナンタイム(UNNAN TIME)は、2004年10月8日から2007年3月29日までTBSラジオで放送していた、ウッチャンナンチャン（内村光良、南原清隆）がパーソナリティを務めるラジオ番組。開始当初は関東ローカルだったが、2005年10月8日より6局ネットに増え、後に11局ネットに拡大した。

## 放送時間
- 2004年10月8日- 金曜日 21:00-22:00
- 2005年4月9日- 土曜日 23:00-24:00
- 2006年10月5日- 木曜日 21:00-22:00

## 概要

### 内容
ウッチャンナンチャンのふたりがコーナーごとにしゃべる番組。

### 時期別の内容
オープニングでは同じ質問に2人が答えるのが恒例。
聴取率調査週間（スペシャルウィーク）には、番組初期はフリートークスペシャルとしてリスナーからテーマを募集し1時間トークをしていたが、番組後期では名曲ソングのコーナー（詳細は下記）のスペシャルも行っており、1週目がフリートークスペシャル・2週目が名曲ソングスペシャルが恒例となっていた（聴取率調査期間が1週間の場合は名曲ソングスペシャルになることも多かった）。
通常放送時のフリートークの主な内容は、内村の結婚生活や南原の子育て生活などの二人の私生活に関するもの、『ピーナッツ』や「西遊記」（内村）、大河ドラマ「義経」（南原）の撮影秘話が主な話題だった。
また、「義経」で南原との共演者をモチーフとしたコーナーが目立ったのも特徴。

### 歴史
ウッチャンナンチャンの2人は、ウッチャンナンチャンのオールナイトニッポン以来、9年半ぶりにラジオ番組を担当。
2005年1月15日、番組イベント「おとなの時間割ウンナンタイム 30代VS40代おとなの発表会」を開催。

### エンディング曲
番組開始から土曜日に時間移動になる前のエンディグ曲はHi-STANDARDのMy First Kiss（はじめてのチュウのカバー）が使用されていた
2005年4月9日放送分からのエンディング曲はThe Flaming Lips(英語版記事)の「Race for the Prize」を使用している。

### ダイジェスト版
インターネットで番組のダイジェスト版を聴くことができた（名曲ソングスペシャルの場合は著作権の都合で更新がないことがある）。

### 補足
2007年3月時点でウッチャンナンチャンのコンビとしてのレギュラー番組はこのラジオ番組のみであった。

## コーナー
コーナーはウンナンのトークから派生されたものが多く存在する。だが、主に南原が様々な人物に扮するコーナーなどでわかるとおり、とりあえず質問を送ってもらうというのがフォーマットになりつつある。このこと関してはウンナンの2人は「スタッフ陣がノーアイデアでコーナーを突発的に作るからこういうことになる」という趣旨の発言をしている。またほとんどのコーナーが体験談やお悩み相談などを送ってもらうコーナーが多く、ネタを考えるのが苦手なリスナーに配慮した作りとなっているためかネタコーナーは少ない（過去のコーナーであるとしたら山猿・プチ官能小説・切り立てナイツ・妄想SHOPなど）。
1. 中尾アキラッチの全部ぶちまけちまえ!
南原が扮する中尾彬っちに本家中尾彬には質問しにくい質問を募集するコーナー。その他疑問質問悩み相談も募集している。
2. 藤岡ヒロシっちの切捨て御免
南原扮する、藤岡ヒロシっち（元ネタは藤岡弘、）に質問をぶつけ、切り捨てられるかの価を判定してもらうコーナーで、質問の具合によって斬られる効果音が異なる（ビンタの場合もあり）。元々は前述に記述した通りスタッフのノーアイデア作ってしまったコーナーだったため、質問や言い返してほしい言葉を募集していた。

以上の2つのコーナーは週代わり交代で行われていた。
1. 名曲ソング
リスナーの手紙がきっかけにウンナンフォーク&ニューミュージックジャンボリーを2006年1月7日放送したところ評判(?)が良かったらしくコーナー化。ウンナンの二人が思い入れのある曲を毎週担当を交代しながら流し、その曲について語るコーナー。必ずといってもいいほど二人が歌う。内村が浜村淳のマネで解説を入れることも。また、郷ひろみの歌が多くかかった時期は、南原が郷ひろみのレコーディング姿を解説していた（勿論だが南原の妄想である）。スペシャルウィークの場合は、ウンナンの2人が自らCDの入れ替え及び再生等の作業をしている（そのため、ラジカセの操作ミスで意図していなかった曲が流れる等、ばたつくことが多かった）。なお、コーナー冒頭で松山千春の『夜明け』の一節がかけられていた。
2. ウンナン40(フォーティー)対談
40代になったウンナンの2人に喋って欲しいトークを募集するコーナー。フリートークがメイン。タイトルは元々「ウンナン40ジャーナル」であったが、ジャーナリズムに溢れていないという理由で2006年9月30日の放送をもって対談というタイトルに変更となった。

エンディングで、全ての投稿から毎週一名に二人のどちらかの私物がプレゼントされる。二人がかつて見たビデオや読んだ本が、主なプレゼントである。またフリートークスペシャルの場合はキューシート・原稿・スタジオ写真等をセットにした「番組疑似体験セット」なるものをプレゼントされる。

## トークテーマ
1. 雑誌トーク
ウッチャンナンチャンの二人が雑誌から適当に開いたページに書いてある単語でトークする。番組初期に行われていた。
2. その辺にいる20人ぐらいに聞きました
20人ぐらい聞いた様々なイメージを書いたカードをめくりトークする。第1回目は「芸人に対するイメージ」
3. ○○チェック!
毎回様々なお題に沿ったチェック項目が書かれたカードを引きトークをする。この企画の場合は名曲ソングのコーナー以外はお休みとなる。また、チェック項目には書いた人のあまりにもイメージに偏ったカードが引かれることもあり、その時はウンナンの2人はツッコミを入れるのが恒例となっている。過去に行ったチェックは「ダメ人間度チェック」「昭和度チェック」「ナイスガイ度チェック」等。

## 過去のコーナー
- マイルール：自分の周囲だけで通用する自分だけのルールを紹介。
- 終の棲家（ついのすみか）：自分が老後で暮らしたい場所を紹介。
- 最後の夢：最後に叶えたい最後の夢を紹介。
- 俺の車：車にまつわるおたよりを紹介。
- セクシー＆逆セクシー：自分が思うセクシーな仕草を紹介。逆セクシーはその逆のこと。
- マツケン発見！：俳優松平健の目撃情報（テレビ・舞台等）を紹介。
- 大人の条件：大人とは何か、どうなったら大人になれるか、という条件を紹介。
- 妄想SHOP：欲しいものや売っていそうなものを実演で紹介。
- わったり哲也の渡りに舟：「映画『ピーナッツ』と同時上映する映画「富山」（富山は戦艦大和の逆読み）がある。」と南原が口走り、南原が扮する、主演のわったり哲也さん（渡哲也の物まね）が登場。わったり哲也さんへの質問・愚問を募集するコーナー 。2005年3月14日開始。2005年6月には、スペシャルウィーク企画で｢一時間わったり哲也さん」を行ったが、翌週に終了。西部警察を意識した爆破音など効果音が多々使われた（この効果音を使うスタイルは、後に藤岡弘っちのコーナーに持ち込まれることになる）。
- 内村の車：1年以上車を持っていない内村にお奨めの車を紹介。（『俺の車』とほぼ同じだが、良ければ本当に買うと内村は公言した。）
- OH!サマー：やりすぎてしまった夏のエピソードを紹介。夏季限定コーナー
- 山猿コーナー：リスナーが考える類似品を紹介。タイトルの由来は「海猿」から
- 世界最小自慢：あらゆるジャンルの世界一小さいものを紹介。2005年2月11日開始。コーナー末期は、ジャッキー・チェンはじめ芸能人のいい人ぶりを紹介する側面が強かった。
- プチ官能小説：普通のメールにからみ（濡れ場）を混ぜて送って貰い、二人に評価してもらうコーナー。杉本彩の官能小説連載に端を発する。
- イケナイ衝動：危うくやってしまいそうになるイケナイ衝動を紹介。
- 食パングルメ：中尾彬っちと一緒に食材の一見変わった組み合わせによって生まれる、おいしい食パン料理を紹介するコーナー。童貞野郎のお悩み相談コーナーと毎週交代で行われていて、あまりにも二つのコーナーが偏っているため、毎週のように中尾彬っちから不満の声を漏らしていた。あまり驚くことの無い組み合わせ（チーズと蜂蜜など）でおいしい食パン料理が登場しはじめたために終了した。
- 私が見たノブ&フッキー（仮タイトル）:ものまねコンビ ノブ&フッキーの情報を募集するコーナー。エンドトーク中に勢いで募集してしまったため、一回もやらなかった。しかし、2005年12月24日の放送でノブ&フッキー本人が登場した。
- ローカル憲法:学校、家庭、会社のユニークなルールを募集するコーナー。以前あったマイルールのコーナーを一部変更した形になっていた。
- かあちゃんの証明:いきすぎた愛情にゆえにやってしまった母親の愛情を募集するコーナー。
- とうちゃんの証明:父親の威厳が崩壊されたエピソードを募集するコーナー。
- 兄弟の証明:兄弟の間に起きた理不尽なエピソードを募集するコーナー 。元々とうちゃんの証明のみが姉妹コーナーとしてやる予定だったが、南原のトークが盛り上がってしまったので急遽始まることになった。
- 忘れがたき名言:リスナーの忘れる事のできない名言を募集するコーナー。
- 青春の挫折:リスナーの挫折体験を募集するコーナー。ウッチャンナンチャンのフリートークから発展して始まる。2人の挫折体験も聞ける。
- 子供カルチャーショック:子供の頃に感じたカルチャーショックな出来事を募集するコーナー。
- 散髪たけしの切りたてナイツ:内村扮する散髪たけしのコーナー。元々は2006年2月25日の放送で南原がオープニングで「相方につける芸名は?」という質問に対し散髪たけしと言ったことから。リスナーからは是非褒めてもらいたい良い行いや散髪たけしへの質問を送ってもらう、下ネタは厳禁ではあるがこれはフリであり採用されたほとんどのネタが下ネタであり、その下ネタに怒り狂う散髪たけしを楽しむコーナーなのかもしれない。主に番組冒頭のミニコーナーで行っていた。2006年4月1日をもって終了宣言。内村曰く「（終了の理由は）つまんねぇから」、「見切り発車でした」とのこと。
- 男と女のク、ク、クエスチョン:男性は女性の素朴な疑問、女性は男性の素朴な疑問を募集するコーナー
- ドラゴン検定:2006年4月22日のスペシャルウィークで行った名曲ソングスペシャルで「燃えよドラゴン」の違うアーティストの楽曲を流してしまったことがきっかけで、内村が「燃えよドラゴン」に関して熱く語りだしたことから始まったコーナー。 リスナーからブルース・リーに関するクイズ募集しその問題に内村が回答する。内村が問題に答えられないとその問題を送ったリスナーにドラゴングッズがプレゼントされる。いつの間にか終了していたコーナーのひとつと言える。
- 中尾彬っちのセクサス!:南原が扮する中尾彬っち（元ネタは中尾彬）が童貞リスナーから送られたの悩みを解決するコーナーだったが最近は童貞のみならず処女からそして熟女からのメールも募集している。 タイトルの由来は2005年11月5日の放送で中尾彬っちが「セクサス!」と叫んだことにより、内村があて先を読む際にコーナー名の部分を「中尾彬っちのセクサス!」と言ったことによると思われる。旧タイトル名は「中尾彬っちのマゲ引っ張んなよ」また、熟女のお悩み相談は直接電話で相談する事が多い。以前は中尾彬っちの「奥さん、旦那にかわいがってもらってる?」というコーナーだったが統合された。また、タイトルも「セクサス&タクティクス」や「セクサス&ブチマケチマエ!」といろいろ変わっている。

## 出演したゲスト
基本的に二人のトークが主なので、ゲストが呼ばれる機会は少なかった。
- 出川哲朗、B作（内村と南原の専門学校時代の友人）
- TIM、栗山英樹
- 谷村新司
- パッション屋良
- ノブ&フッキー
- 渡辺正行

## スタッフ
- ディレクター・戸波英剛（となみ。『木曜Junk さまぁ〜ずの逆にアレだろ』等担当）・モチダ（ウンナンの二人があまり好ましくない映画だったロッキー5を絶賛をしウンナン二人〔特に南原〕から非難を浴びる。その後もウンナンと意見が合わないことがしばしばあった。故にウンナンから「ロッキー5世代」とあだ名を付けられる。）
- 企画：内村光良、南原清隆
- 構成：内村宏幸
- プロデューサー・鈴木豊久（1958年生まれ）

## ネット局

### 終了時
- TBSラジオ（木21:00-）
- IBC岩手放送（木21:00-）
- 北日本放送（土20:00- 2006年4月から9月までは月20:00-）
- 北陸放送（日24:00- 2005年10月から2006年4月までは土19:00-）
- 山梨放送（土21:00- 2006年4月から9月までは月20:00-）
- 静岡放送（木21:00-）
- 山陽放送（火23:00- 2005年10月から2006年4月までは土21:00-）
- 四国放送（木21:00-）
- 西日本放送（日21:00- 2006年4月から9月までは20:00- 2005年10月から2006年4月までは土23:00-）
- 南海放送（木21:00-）
- 長崎放送（土20:00-）

### 終了以前のネット局
- 中部日本放送（土20:00-）※2006年3月18日の放送（TBSラジオでは3月11日に放送されたもの）をもって終了
- 山陰放送（日20:00-）